# Kirchhof (Kötzschenbroda)
Der Kirchhof um die heutige Friedenskirche in Kötzschenbroda ist der geschlossene Friedhof der ältesten Kirche der Lößnitzgemeinden. Der Kirchhof steht heute zusammen mit der Kirche unter Denkmalschutz. Der Kirchhof wurde als Friedhof an der Kirche bereits 1904 von Gurlitt in seiner Fundamentalinventarisation, ergänzend zur Kirche selbst, als Kunstdenkmal beschrieben.

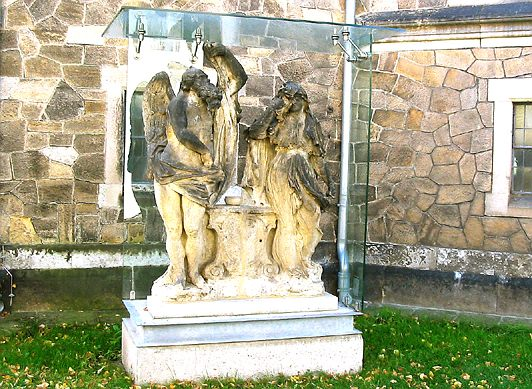
Denkmal Chronos und die Trauernde auf dem Kirchhof der Friedenskirche

## Geschichte

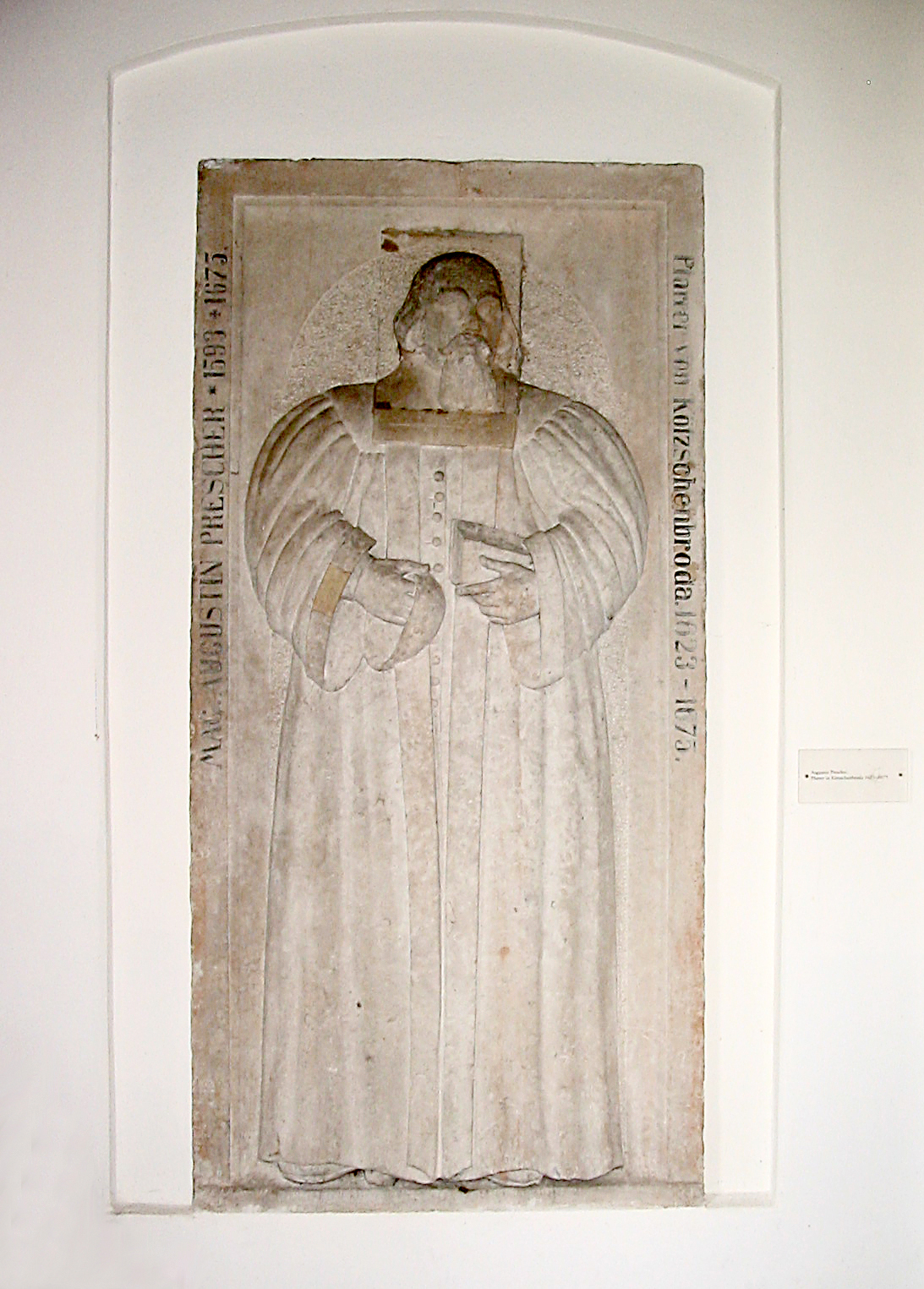
Grabplatte von Prescher

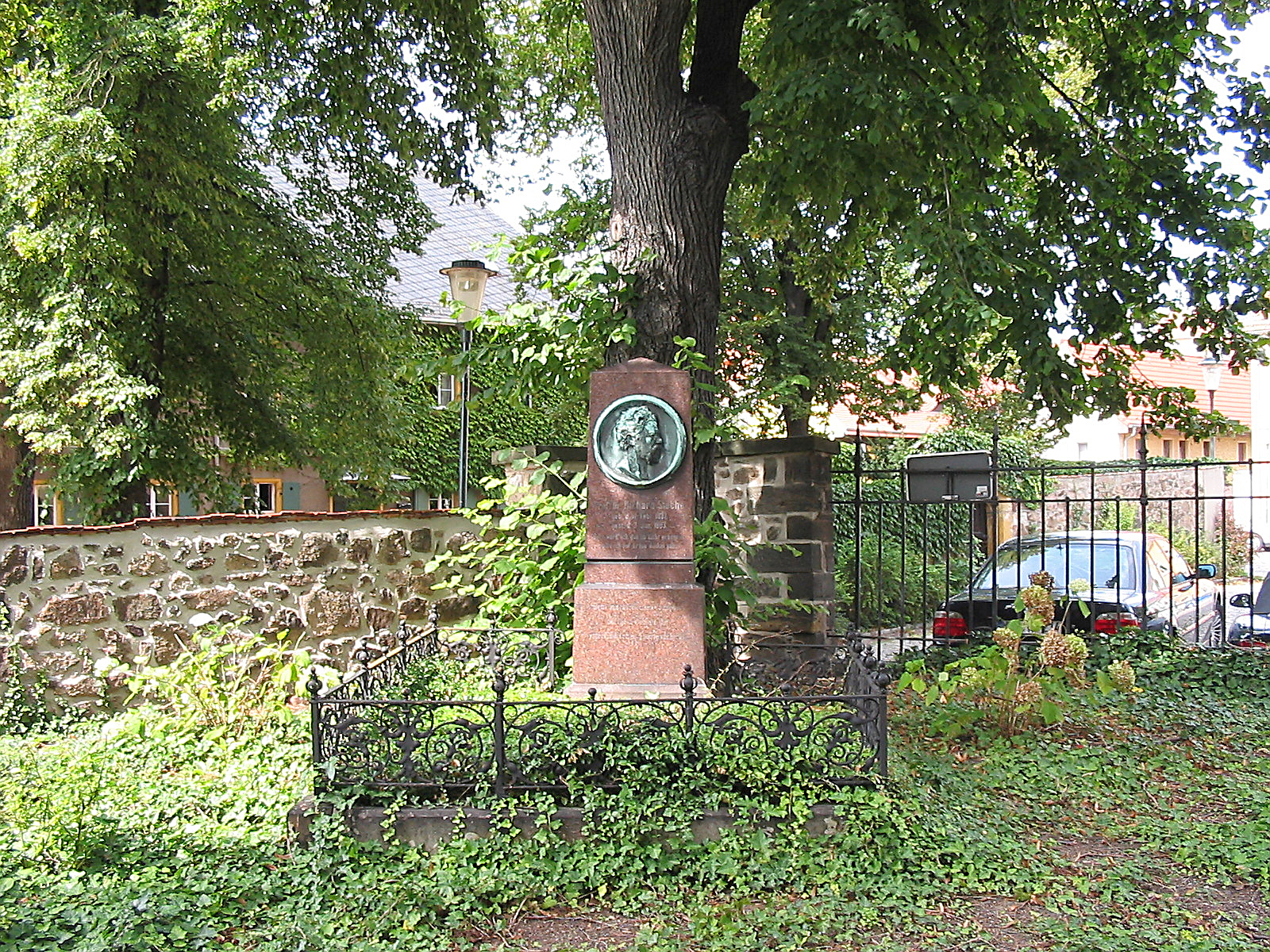
Richard Steches Grabmal auf dem Kirchhof Kötzschenbroda

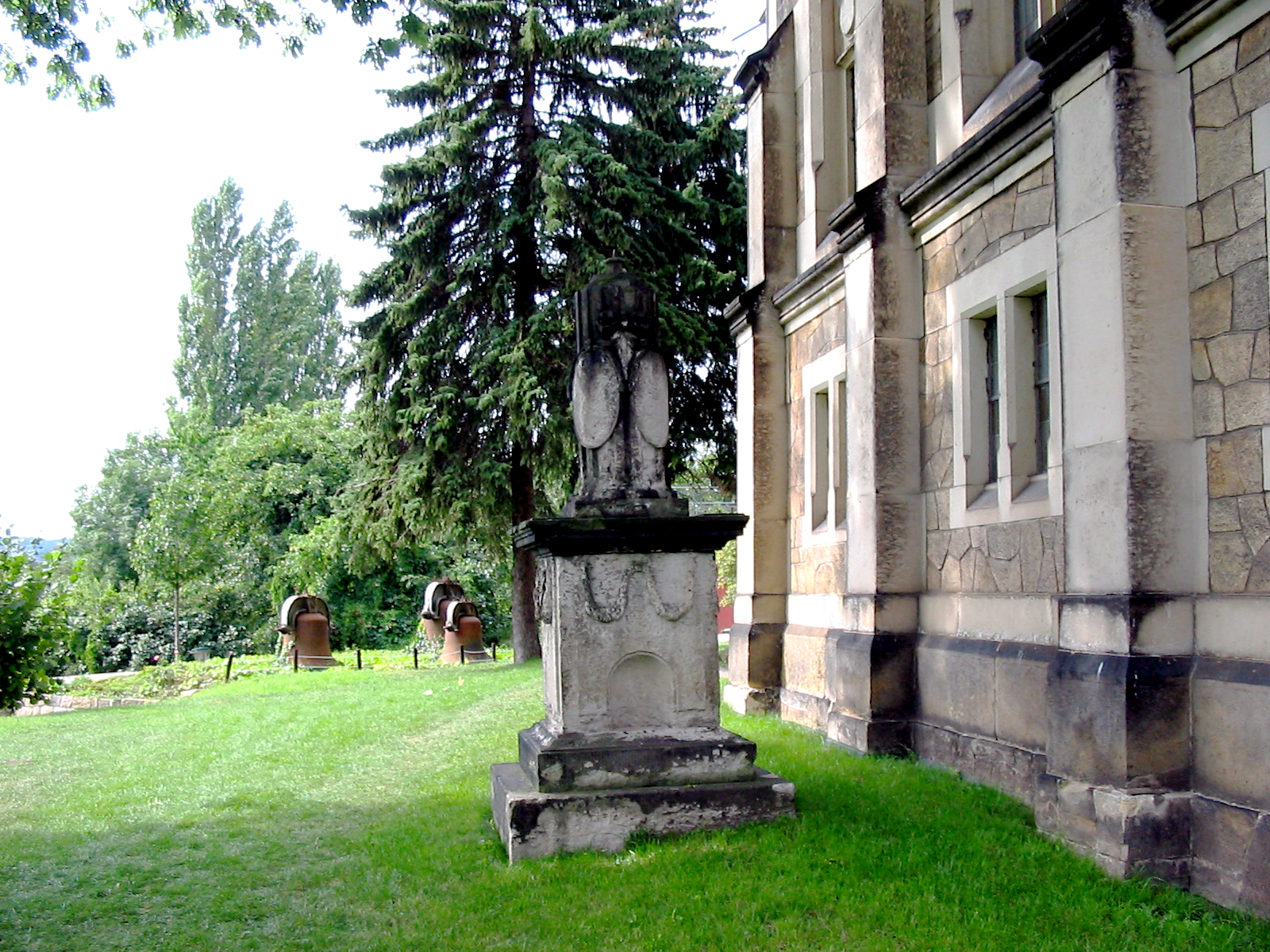
Unleserliches klassizistisches Grabmal hinter der Kirche, alte Glocken

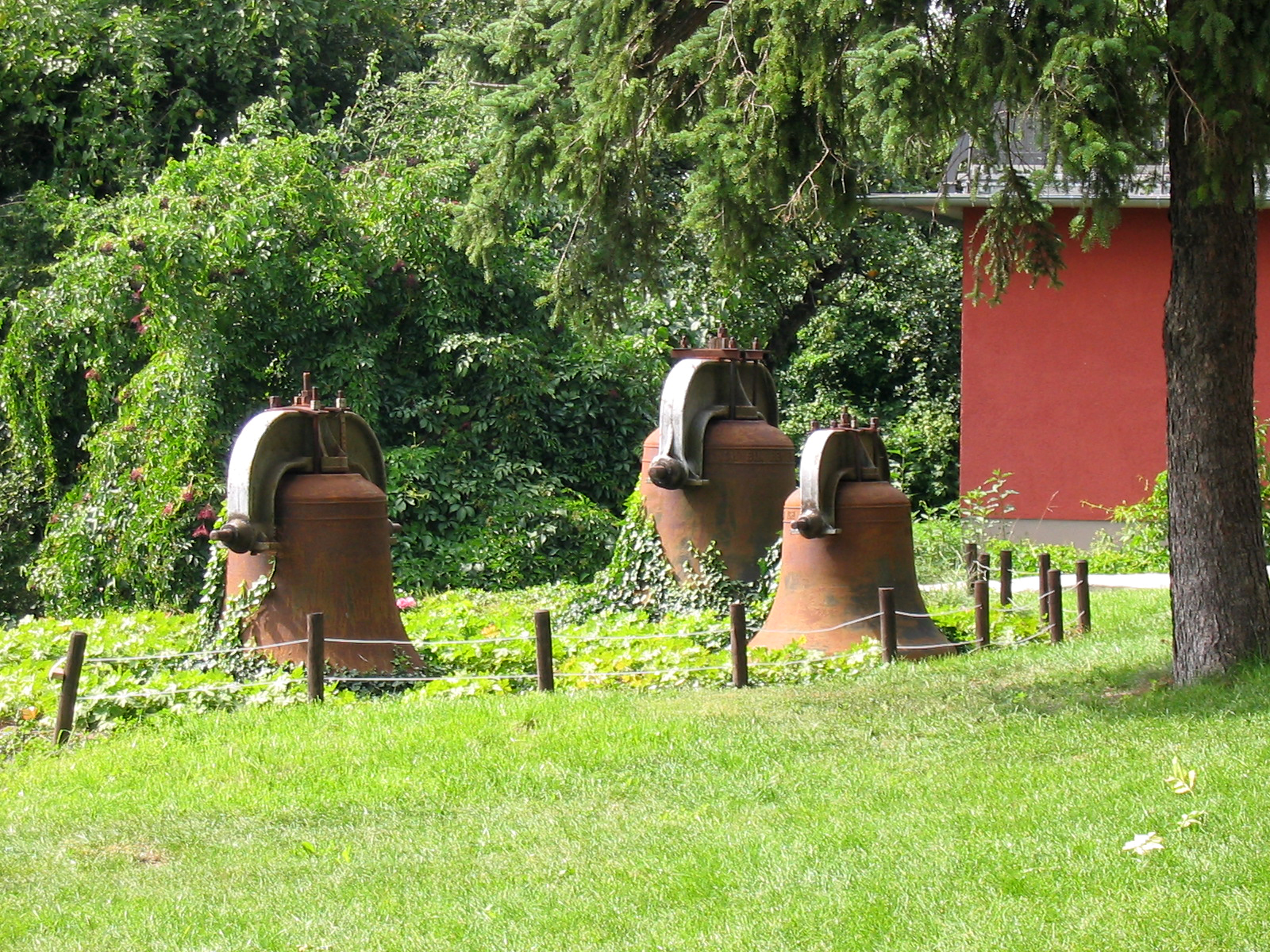
Alte Glocken

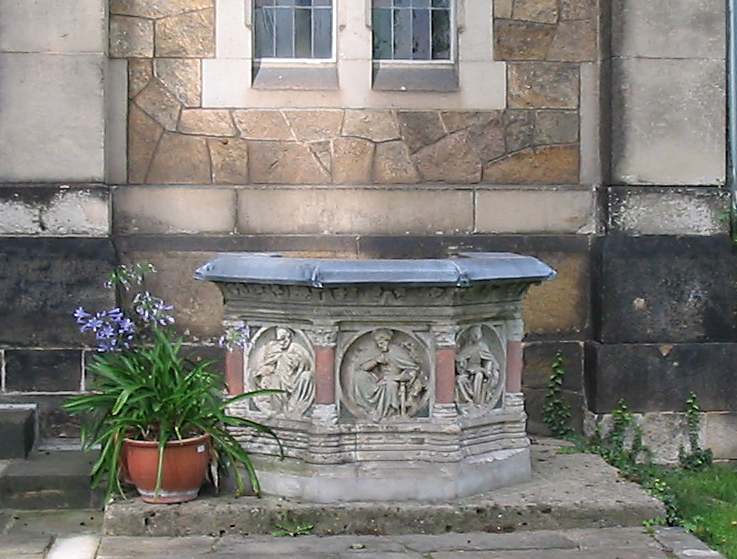
Die alte Kanzel hinter der Kirche

Die Geschichte des Kirchhofs als ursprünglich einzigem Begräbnisort der Parochie Kötzschenbroda lässt sich bis in das Jahr 1273 zurückverfolgen, als der Vorgängerbau der heutigen Kirche erstmals urkundlich erwähnt wird. Nach mehrfachen Zerstörungen der Kirche durch Brände und durch Krieg sowie Wiederaufbau wurde der Kirchhof in seiner jetzigen Ausprägung im Jahr 1602 angelegt, umgeben von einer hohen Sandsteinmauer und mit Ziergittern zwischen Pfeilern.
Vor 1566 wurde als zweite Begräbnisstelle der Parochie bei Fürstenhain ein Pestfriedhof angelegt, der auch nach den Epidemien in Benutzung blieb und als Gottesacker, später als Alter Friedhof bezeichnet wurde. Ab Ende des 17. Jahrhunderts wurde der Gottesacker zum Hauptbegräbnisort. 1723 wurde die Fläche des Kirchhofs noch einmal erweitert. 1884/1885 zum Umbau der Friedenskirche erfolgte die offizielle Schließung als Begräbnisstätte. Als einzige spätere Ausnahme wurde der Kunsthistoriker Richard Steche am 6. Januar 1893 im Beisein einer illustren Trauergemeinde auf dem Kirchhof beerdigt.
Die Grabplatte von Prescher, die um 1900 zwischen den beiden auseinandergesägten Figuren von Chronos und der Trauernden angebracht war, wurde in der ersten Hälfte des 20. Jahrhunderts von dort wieder entfernt und im Eingangsbereich der Kirche angebracht. Die Figurengruppe von Chronos wurde wieder zusammengefügt und in die Hoflößnitz verbracht. Nach der Restaurierung 2004 kam die Figurengruppe wieder auf den Kötzschenbrodaer Kirchhof.

## Grabmale

### Denkmalpflegerisch beschriebene Grabmale
- Chronos und die Trauernde
- Richard Steche (1837–1893), Architekt, Kunsthistoriker und Denkmalpfleger, Begründer des sächsischen Inventarisationswerks
- Charles Francois Mouzon († 1845), Sohn von Johann Joseph Mouzon, Kellermeister der Fabrik für moussierende Weine (später Sektkellerei Bussard)
- Dorothea Helena († 1653) (barock)
- Adelheid Andree, geb. Solbrig (1807–1864), Ehefrau des Konsuls Karl Andree
- Johann Traugott Große (1800–1861), Amtsmaurermeister und Johanna Sophie Große (1801–1875), Ehefrau
- Johann Christian Vetters († 1844), Bauerngutsbesitzer
- Gustav Robert Große (1847–1858), Sohn von Johann Traugott Große (historistisch)
- Eduard Thomann (1786–1848), Kaufmann und Weinbergsbesitzer
- Familie Karl August Seifert (1799–1843), Besitzer der Oberschänke (barock)
- Grabmal mit unleserlicher Schrift (klassizistisch)
- Augustin Prescher (1593–1675), Pastor (Grabplatte im Eingang der Kirche)

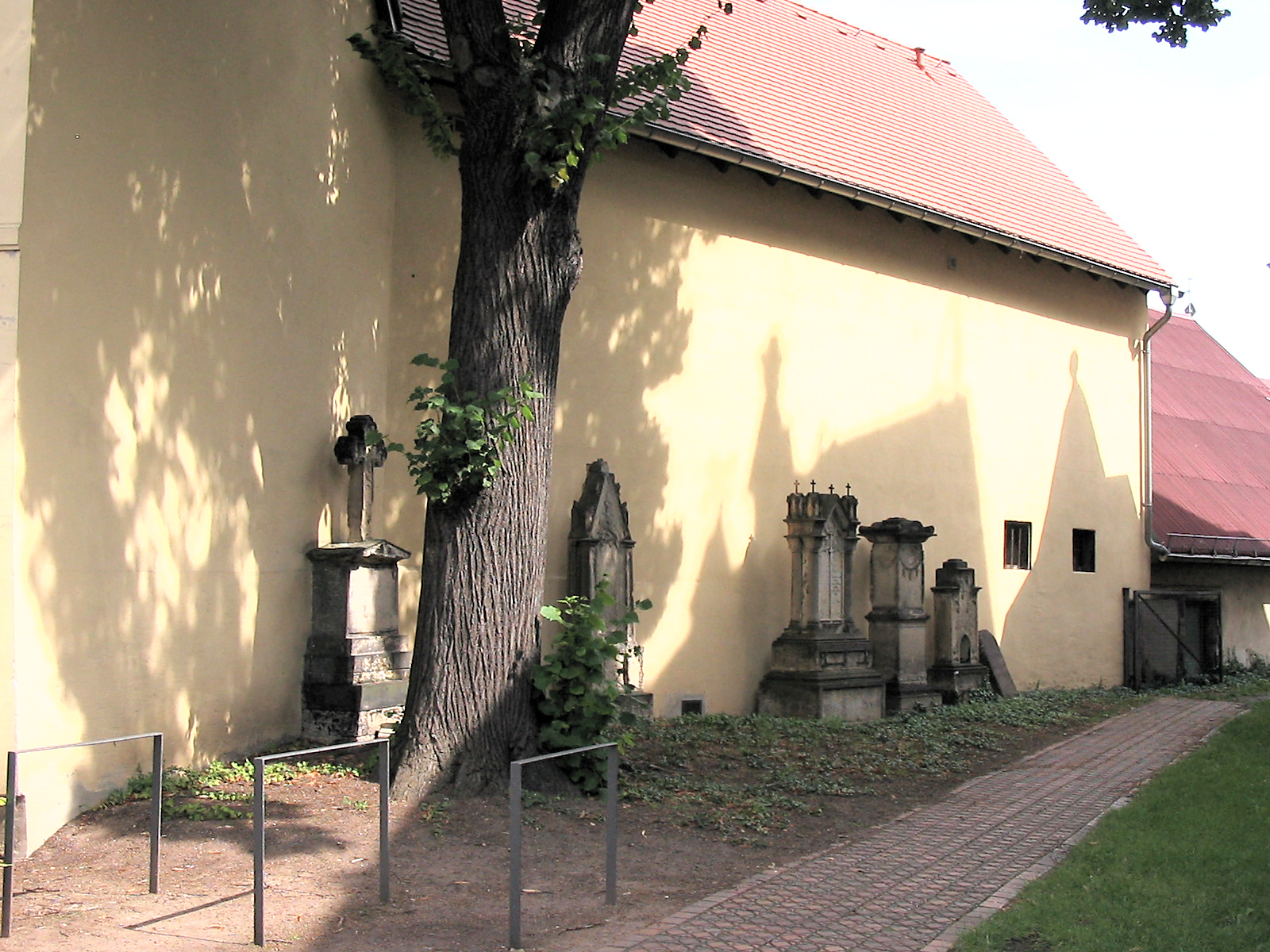
7 Grabmale auf dem Kirchhof Kötzschenbroda an der Rückwand der Oberschänke (eines vom Baum verdeckt)
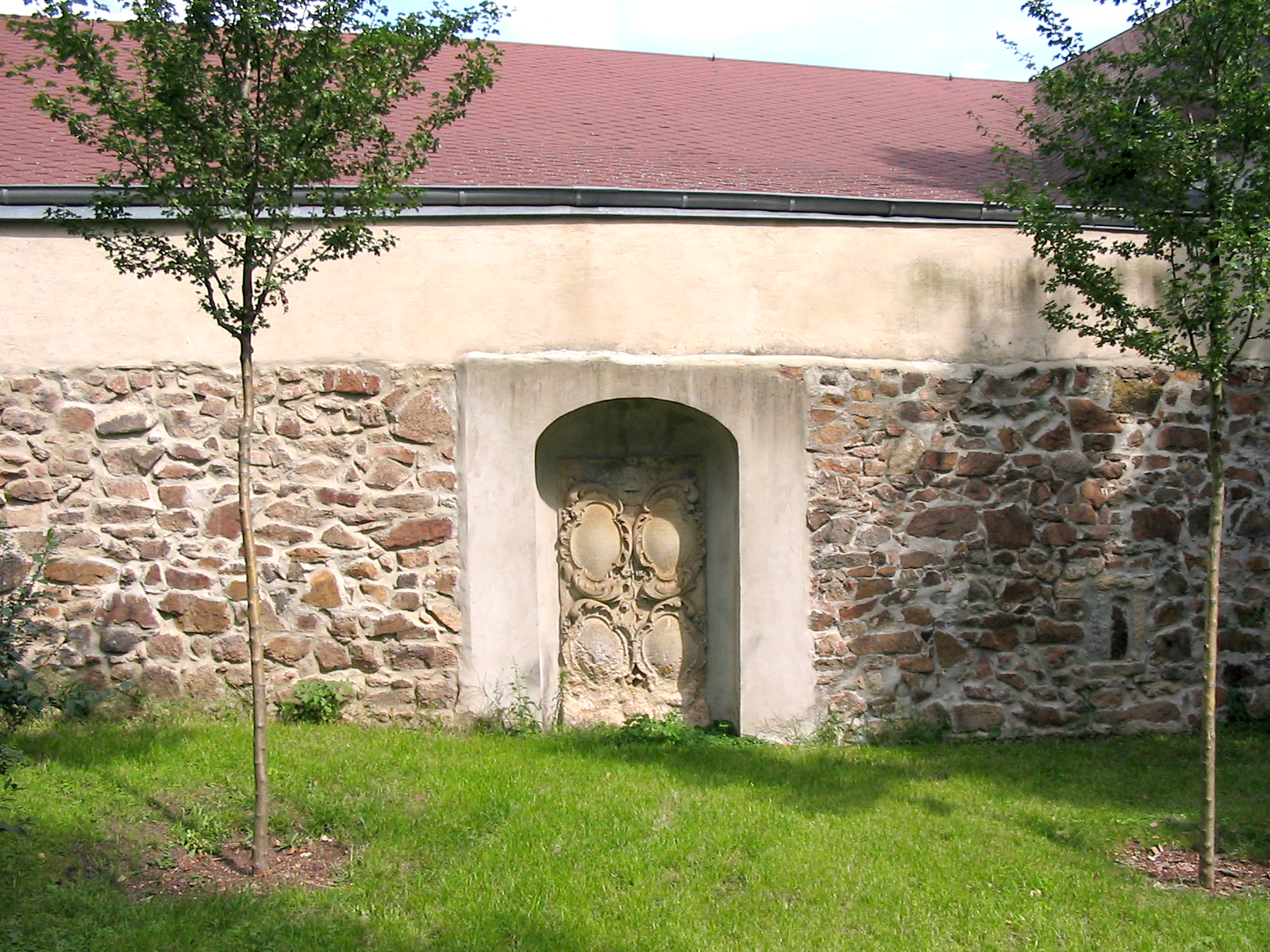
Grabmal Familie Seifert auf dem Kirchhof Kötzschenbroda an der Rückwand der Oberschänke
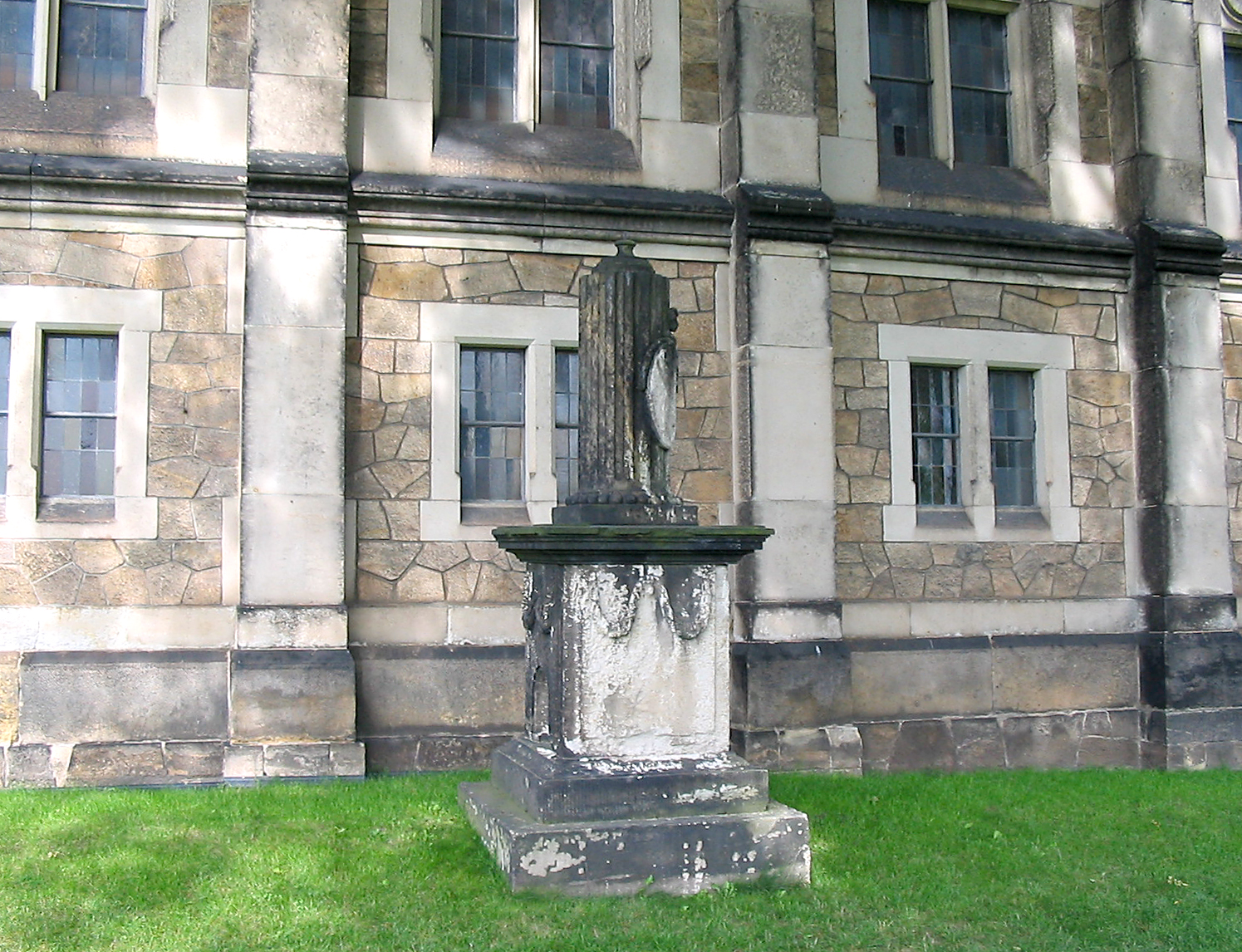
Unleserliches klassizistisches Grabmal hinter der Kirche

### Weitere dort Beerdigte
- Henning August von Bredow (1774–1832), Weinbergsbesitzer